# Chionanthus micranthus
Espèce
Synonymes
- Linociera micrantha Mart.[1]
- Mayepea micrantha (Mart.) Kuntze[1]

Statut de conservation UICN

 VU B1+2c : Vulnérable
Chionanthus micranthus est une espèce de plantes à fleurs de la famille des Oleaceae.

## Publication originale
- Anales del Jardín Botánico de Madrid 50(2): 200. 1992.